# Segunda División Soviética de Fútbol
La Segunda División Soviética era la tercera división del fútbol soviético, por debajo de la Primera División Soviética. La división duró desde el inicio del fútbol de la liga soviética en 1936 hasta la disolución de la URSS en 1991.
- Niveles
- = Liga Top Soviética
- = Primera División Soviética
- = Segunda División Soviética
- = Segunda División "B" Soviética

La liga fue fundada en 1936, pero se suspendió después de la temporada de 1939 por más de 5 años (debido a la Segunda Guerra Mundial. La edición experimental de la liga se introdujo en 1946, pero la Liga coherente tiene sus raíces desde 1963. Antes de 1990, la liga se divide en varias zonas regionales (Aproximadamente nueve) y los primeros clasificados de esas zonas tomarían parte en un mini-torneo adicional para determinar qué equipos son ascendidos a la Primera División Soviética. En 1991, las zonas regionales se convirtieron en una parte de la Segunda División "B" Soviética, mientras que la Segunda División Soviética se dividió en 3 grandes zonas regionales: Occidente, Centro y Oriente. Los ganadores de los grupos de esas zonas saldrían ahora a calificar para la Primera División Soviética.
La mayoría de los títulos de la Liga fueron ganados por 2 de las actuales repúblicas independientes.
Los últimos ganadores de la Liga fueron el FC Karpaty Lviv de Ucrania, FC Asmaral Moscú y FC Okean Nakhodka.

## Nombres
- 1936-1939 Grupo C (Nombre real: Group "V", tercer letra del alfabeto ruso.)
- 1945-1946 Tercer Grupo
- 1963-1969 Clase "B"
- 1969-1971 Segundo Grupo (Clase "A")
- 1971-1989 Segunda Liga
- 1989-1991 Liga Buffer

## Campeones
| Temporada        | Campeón | Subcampeones | Notas                                                                        |
| ---------------- | --- | --- | ---------------------------------------------------------------------------- |
| 1936 (Primavera) | FC Dinamo Rostov | Stroiteli Baku FC Dynamo Odessa |                                                                              |
| 1936 (Otoño)     | FK Dynamo Kazan | Spartak Járkov Dynamo Dnipropetrovsk |                                                                              |
| 1937             | FC Dynamo Odessa | Lokomotyv Kiev Stakhanovets Staline |                                                                              |
| 1939-1945        | | | No hubo competición por la 2° Guerra Mundial                                 |
| 1946             | Spartak Uzhhorod Dinamo Riga | Krylya Sovetov Tbilisi Zenit Kaliningrad | Cinco campeones y subcampeones de cada grupo califican a dos grupos finales. |
| 1947-1962        | | | Discontinuado, restaurado en 1963.                                           |
| 1963             | Volga Kalinin (Rusia) FC Chernom. Odessa (Ucrania) Lokomotiv Tbilisi (Georgia)                                                                  | Dinamo Kírov (Rusia) Lokomotyv Vinnytsia (Ucrania) Dinamo Batumi(Georgia)                                                                    | Tres Zonas                                                                   |
| 1964             | Rostselmash Rostov/Don (Rusia) Lokomotiv Vinnytsia (Ucrania) Granitas Klaipėda (Lituania)                                                       | FK Terek Grozny (Rusia) FC CSKA Kiev 1934 (Ucrania) F.C. Vostok Ust-Kamenogorsk (Kazajistán)                                                 | Tres Zonas                                                                   |
| 1965             | Spartak Nalchik (Rusia) SKA Lviv (Ucrania) Dinamo Kirovabad (Azerbaiyán)                                                                        | Rubin Kazán (Rusia) CSKA Kiev (Ucrania) Dinamo Baku (Azerbaiyán)                                                                             | Tres Zonas                                                                   |
| 1966             | F.C. Lokomotiv Kaluga (Rusia) Avanhard Zhovti Vody (Ucrania) Pamir Leninabad (Tayikistán) Meshakhte Tkibuli (Georgia)                           | Spartak Orjonikidze (Rusia) Dynamo Khmelnytskyi (Ucrania) Metallurg Shymkent (Kazajistán) Polad Sumgait (Azerbaiyán)                         | Cuatro Zonas                                                                 |
| 1967             | Dinamo Makhachkala (Rusia) Automobilist Zhytomyr (Ucrania) Progress Zarafshon (Uzbekistán) FK Noman Hrodna (Bielorrusia)                        | FK Volga Ulyanovsk (Rusia) Khimik Sieverodonetsk (Ucrania) S.K.A. Tashkent (Uzbekistán) Polad Sumgait (Azerbaiyán)                           | Cuatro Zonas                                                                 |
| 1968             | Mashuk Pyatigorsk (Rusia) Avanhard Ternopil (Ukraine) Sverdlovets Tashkent Oblast (Central Asia) Enbek Djezkazghan (Kazajistán)                 | Kalinenets Sverdlovsk (Rusia) Bukovyna Chernivtsi (Ukraine) Ak Altyn Andizhan Oblast (Central Asia) ADK Alma‑Ata (Kazajistán)                | Cuatro Zonas                                                                 |
| 1969             | Druzhba Maykop (Rusia) Spartak Ivano-Frankivsk (Ukraine) Tashavtomash Tashkent (Central Asia) Traktor Pavlodar (Kazajistán) Dila Gori (Georgia) | Saturn Rybinsk (Rusia) Shakhtar Horlivka (Ukraine) Samarkand (Central Asia) Tsementnik Semipalatinsk (Kazajistán) Guria Lanchkhuti (Georgia) | Cinco Zonas                                                                  |
| 1970             | Metalurh Zaporizhia Shinnik Yaroslavl Kuzbass Kemerevo                                                                                          | Tavriya Simferopol Avtomobilist Nalchik Spartak Yoshkar‑Ola                                                                                  | Tres Zonas                                                                   |
| 1971             | Kryvbas Kryvyi Rih | Iskra Smolensk | Seis Grupos                                                                  |
| 1972             | Spartak Ivano-Frankivsk | Dinamo Riga | Siete Grupos                                                                 |
| 1973             | Uralmash Sverdlovsk | Tavriya Simferopol Kuban Krasnodar | Ganadores de Siete Grupos jugaron la final                                   |
| 1974             | Alga Frunze | Rubin Kazan Metalist Járkov | Seis Grupos                                                                  |
| 1975             | Terek Grozny | Dinamo Riga Stroitel Asgabat | Seis Grupos                                                                  |
| 1976             | Dinamo Leningrad | Kryvbas Kryvyi Rih Uralmash Sverdlovsk | Seis Grupos                                                                  |
| 1977             | Kuban Krasnodar | Zalgiris Vilnuis SCA Odessa | Seis Grupos                                                                  |
| 1978             | FC Zvezda Perm | Spartak Nalchik Metalist Járkov | Seis Grupos                                                                  |
| 1979             | Iskra Smolensk Kolos Nikopol Dinamo Stavropol Guria Lanchkhuti Sugdiyona Jizzakh SKA Khabarovsk                                                 | Textilschik Ivanovo SKA Kiev Rotor Volgograd Lokomotivi Samtredia Shakhrikhonchi Shakhrikhan FC Shakhter                                     | Seis Grupos, Sin Ronda Final, Seis Campeones                                 |
| 1980             | Spartak Kostroma Traktor Pavlodar CSKA Kiev | Rotor Volgograd Dynamo Samarqand Khimik Hrodna                                                                                               | Nueve Grupos, Tres Rondas Finales                                            |
| 1981             | Daugava Riga Dinamo Kirov Rotor Volgograd | Kotayk Abovyan Kryvbas Kryvyi Rih Textilschik Ivanovo                                                                                        | Nueve Grupos, Tres Rondas Finales                                            |
| 1982             | Textilschik Ivanovo Dnepr Mogilev Kuzbass Kemerevo                                                                                              | Spartak Orjonikidze Dynamo Samarqand Shakhter                                                                                                | Nueve Grupos, Tres Rondas Finales                                            |
| 1983             | Irtysh Omsk Spartak Orjonikidze Dinamo Batumi                                                                                                   | Metallurg Lipetsk Znamya Truda Orekhovo-Zuevo Krylya Sovetov Kuybyshev                                                                       | Nueve Grupos, Tres Rondas Finales                                            |
| 1984             | Krylya Sovetov Kuybyshev Kotayk Abovyan Dinamo Stavropol                                                                                        | Nyva Vinnytsia Geolog Tumen Dynamo Samarqand                                                                                                 | Nueve Grupos, Tres Rondas Finales                                            |
| 1985             | Rostselmash Rostov Atlantas Klapeida Iskra Smolensk                                                                                             | Tavriya Simferopol FC Zvezda Perm Meliorator Chimkent                                                                                        | Nueve Grupos, Tres Rondas Finales                                            |
| 1986             | Krylya Sovetov Kuybyshev Geolog Tumen Zoria Voroshilovgrad                                                                                      | Kepez Kirovobad Metallurg Lipetsk Sokhibkor Khalkabad                                                                                        | Nueve Grupos, Tres Rondas Finales                                            |
| 1987             | Tavriya Simferopol FC Zvezda Perm Kuban Krasnodar                                                                                               | Iskra Smolensk Meliorator Chimkent Nistru Chisinau                                                                                           | Nueve Grupos, Tres Rondas Finales                                            |
| 1988             | Nistru Chisinau Torpedo Kutaisi Fakel Voronezh                                                                                                  | Neftchi Fergona Tsement Novorossiysk Bukovyna Chernivtsi                                                                                     | Nueve Grupos, Tres Rondas Finales                                            |
| 1989             | Lokomotiv Gorkiy Textilschik Tiraspol Dinamo Sukhumi                                                                                            | Irtysh Omsk Volyn Lutsk Neftchi Fergona | Nueve Grupos, Tres Rondas Finales                                            |
| 1990             | Bukovyna Chernivtsi Uralmash Sverdlovsk Neftchi Fergona                                                                                         | Daugava Riga Textilschik Kamyshyn Novbakhor Namangan                                                                                         | Tres Grupos                                                                  |
| 1991             | Karpaty Lviv Asmaral Moscow Okean Nakhodka | Zorya Luhansk Krylya Sovetov Samara Kopetdag Asgabat                                                                                         | Tres Grupos                                                                  |

- Datos: Q4127913